# Trifluoruro di bismuto
Il trifluoruro di bismuto è il composto binario tra fluoro e bismuto con formula BiF3. Viene utilizzato per la sintesi del pentafluoruro di bismuto, BiF5.

## Struttura e proprietà
α-BiF3 ha una struttura cristallina cubica (simbolo di Pearson cF16, gruppo spaziale Fm-3m, No. 225). Il β-BiF3 ha una struttura tipo YF3 dove l'atomo di bismuto ha una coordinazione 9 distorta, prisma trigonale tricappata. In genere questa struttura è considerata ionica, in contrasto con i fluoruri dei membri più leggeri del gruppo 15 trifluoruro di fosforo, PF3, trifluoruro di arsenico, AsF3 e trifluoruro di antimonio, SbF3, che nel solido contengono unità molecolari MF3.

## Sintesi
Il trifluoruro di bismuto si prepara normalmente facendo reagire l'ossido di bismuto con fluoruro di idrogeno:
Bi2O3 + 6HF → 2BiF3  + 3H2O

## Reattività
BiF3 non reagisce con l'acqua ed è pressoché insolubile in essa. Presenta scarsa tendenza a formare complessi, ma sono noti BiF3·3HF e BiF4- in NH4BiF4. Il composto di addizione H3BiF6 si idrolizza in acqua formando BiOF.

## Precauzioni
Il trifluoruro di bismuto è disponibile in commercio. Il composto per contatto provoca gravi ustioni cutanee e gravi lesioni oculari. Se inalato o ingerito provoca ustioni alle mucose. Non ci sono dati che indichino proprietà cancerogene. Non ci sono dati sulla pericolosità ambientale, ma si raccomanda di non disperderlo nell'ambiente.